# مجلة ناكايوشي
مجلة ناكايوشي (باليابانية: なかよし)
(بالإنجليزية: Good Friends)‏ هي مجلة شهرية يابانية مختصة في نشر مانغا شوجو ، تنشرها شركة كودانشا ،صدر أول عدد لها في ديسمبر 1954 وهي مستمر منذ 66 سنة، وهي مخصصة للفتيات ما بين 8–14 عاما، ومن أهم منافسيها مجلة ريبون ومجلة تشاو ، وتصدر في السادس من كل شهر.
وهي واحدة من أكثر المجلات المانجا مبيعاً، حيث باعت أكثر من 400 مليون نسخة منذ عام 1978. وفي منتصف التسعينيات، قامة ناكايوشي بالبيع مقابل 400 ين وكان متوسط عدد صفحاته 448 صفحة. بلغ المتوسط التداول التقديري لناكايوشي في هذا الوقت 1,800,000. بلغ التداول ذروته في عام 1993 حيث باعت 2100000 . في عام 2007 ، كان تداولها 400,000. 

## وصلات خارجية
- Digi Naka Official Site (اليابانية)
- An Incomplete List of Kodansha Comic's Nakayoshi Works (By Artist) (اليابانية)